# Pico piramidal

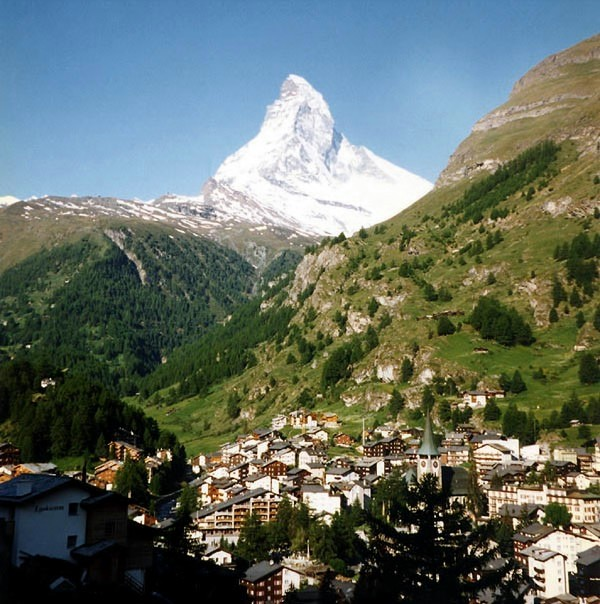
El Matterhorn, un clásico pico piramidal

Un pico piramidal (del inglés: Pyramidal peak) o, a veces, en su forma más extrema llamado un cuerno glacial (glacial horn), es una montaña que ha sido modificada por la acción del hielo y la intemperie durante las glaciaciones. Si el uso no es ambiguo en un contexto de montaña, pueden ser utilizados los términos más sencillos de pico o cuerno (horn).

## Formación

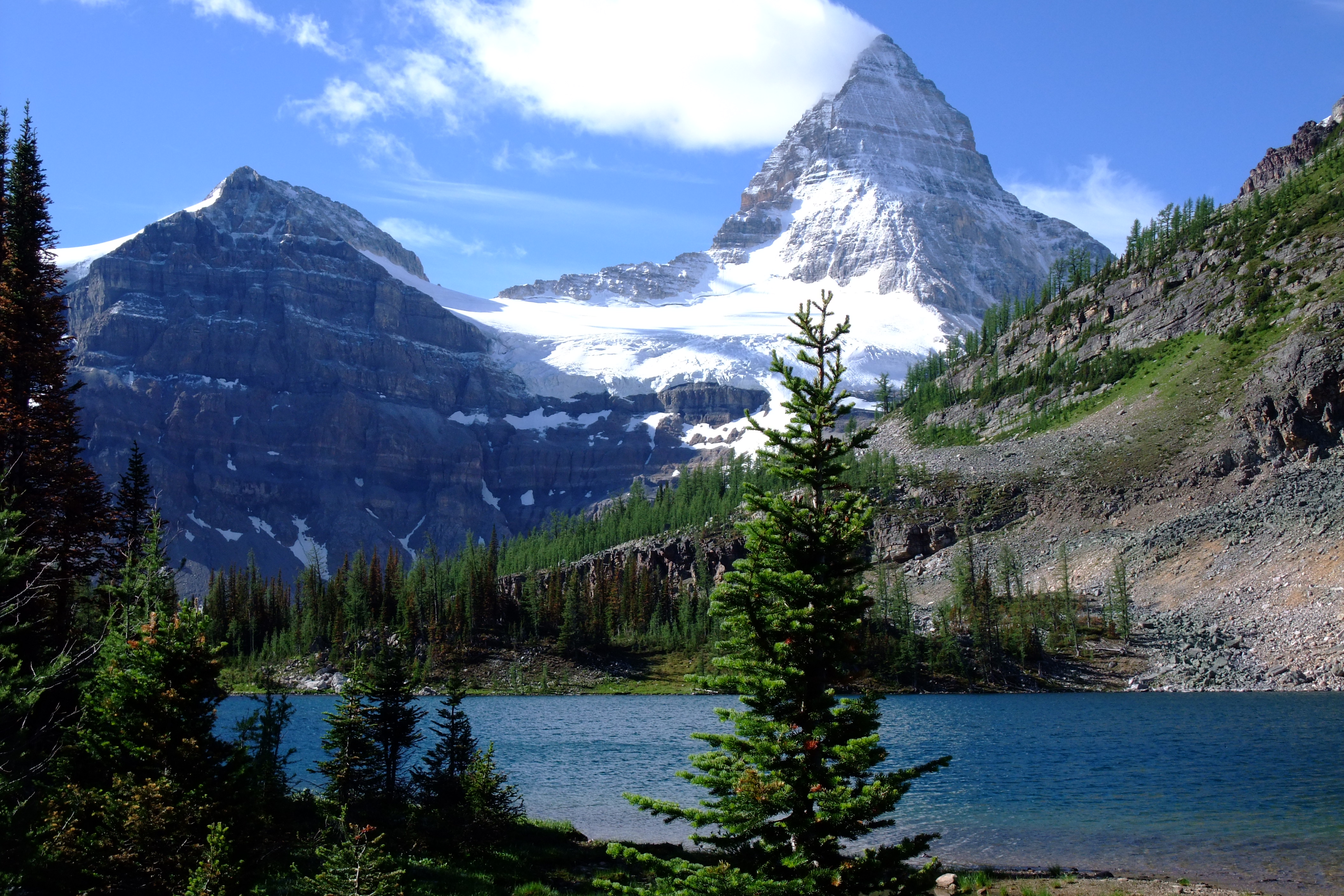
El monte Assiniboine visto desde el lago Sunburst

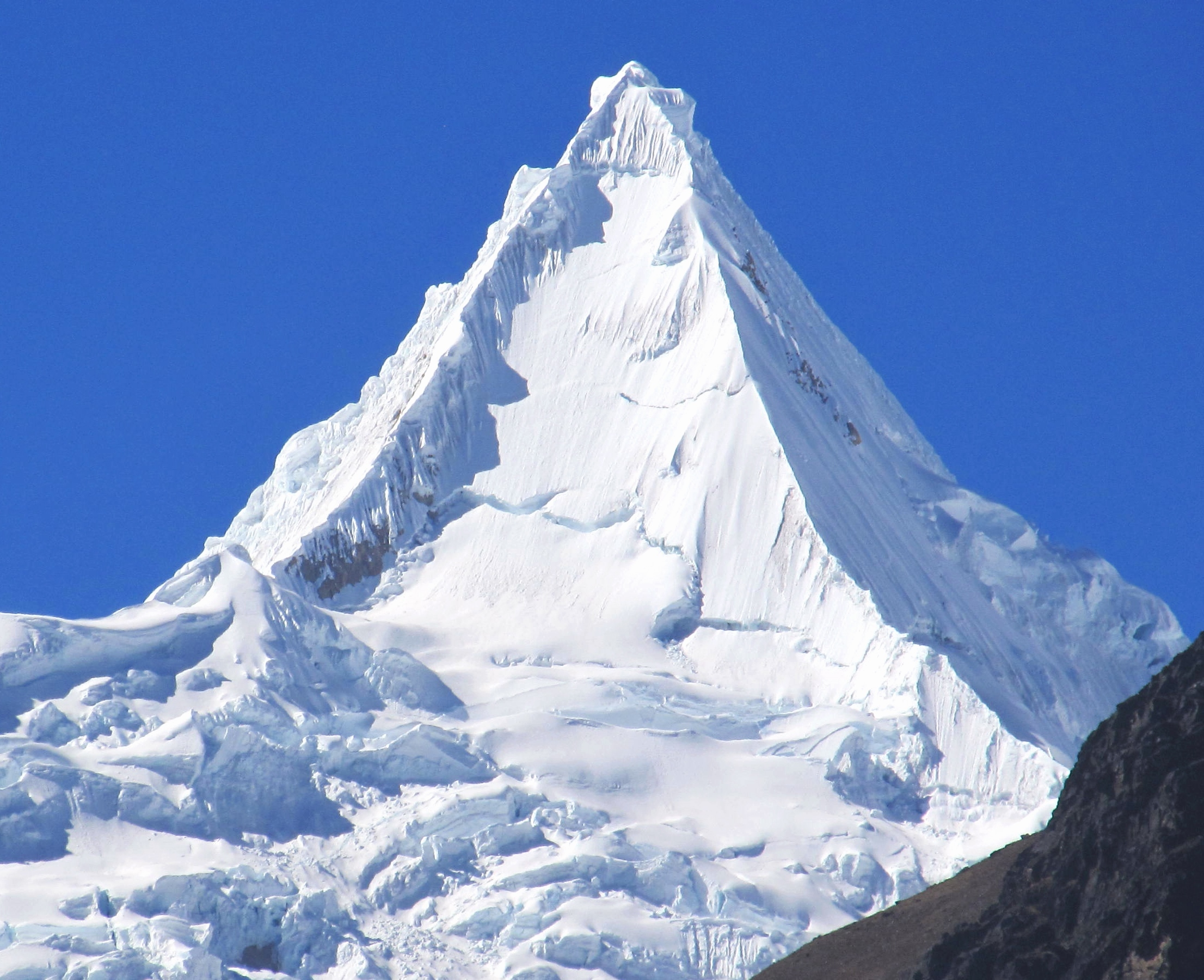
El Alpamayo de los Andes peruanos, visto desde el noroeste

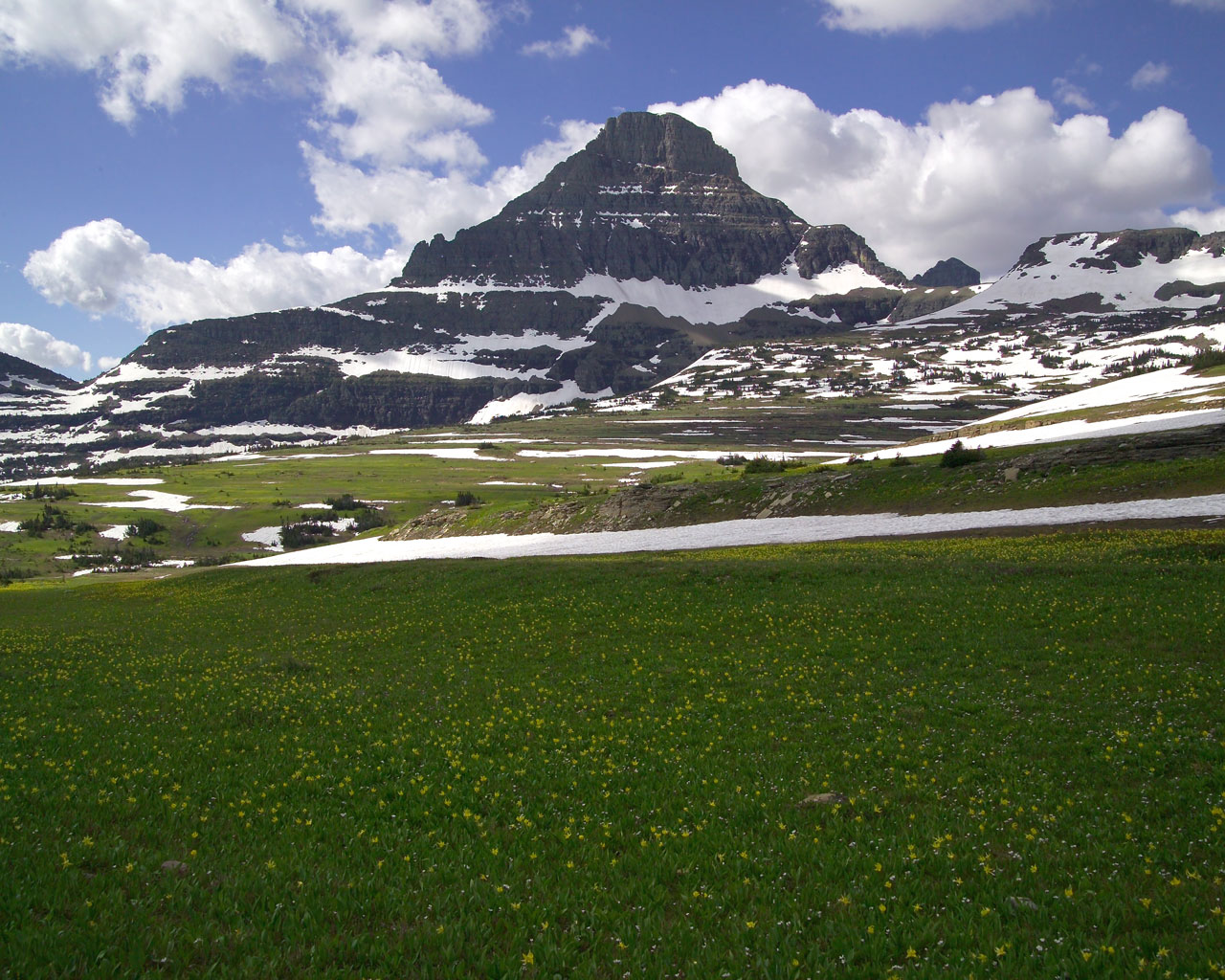
El monte Reynolds en el paso Logan Pass

Los campos de hielo en la cabeza de los glaciares desarrollan cuencas en forma de cuenco en los lados de la montaña, llamados circos, que tienen características específicas. Tienen un deslizamiento rotacional que erosiona el fondo de la cuenca, pero no sus bordes, causando la típica forma de cuenco y que también contribuye al desarrollo de los límites rocosos o morrenas que los separan de las vertientes de fondo de valle, así como pueden mantener lagos glaciares llamados tarns. Dado que los circos se han formado por las glaciaciones en un ambiente alpino, la pared posterior (headwall)  y las crestas conocidas como aristas se vuelven más pronunciadas y definidas. Esto ocurre debido a los ciclos de congelación / descongelación y al desgaste de la masa por debajo de la superficie del hielo. Es opinión extendida que una causa común para el pronunciamiento  de la pared posterior (headwall) y la extensión hacia esta son las crevasses conocidas como rimayas terminales (bergschrund) que se producen entre el hielo en movimiento y la pared posterior. Este es un lugar donde el arranque y la rotura han sido vistos por los observadores que exploran las crevasses. Un circo completo queda expuesto cuando el glaciar que estaba en el circo se derrite, después de los períodos de glaciación en el Pleistoceno. Cuando hay tres o más de estas paredes posteriores de circo y aristas, se unen para formar un pico singular, con forma de pirámide, con paredes muy escarpadas, al que se llama cuerno o cuerno glacial. Se trata de una forma común de las cimas de las montañas en áreas muy glaciadas. El número de caras que forman las vertientes de un cuerno (horn) dependen del número de circos que participaron en su formación, pero en general no superan las tres o cuatro.
En el caso extremo, un cuerno glaciar puede tener sus vertientes casi verticales en todos sus lados. En los Alpes, horn es también el nombre de picos muy expuestos con paredes de inclinaciones entre 45°-60° (por ejemplo, el cuerno Kitzbühelense).

## Ejemplos
Algunos ejemplos destacados de picos piramidales son los siguientes:
- Matterhorn, o Cervino, en Zermatt, en la frontera entre Suiza e Italia;
- Kitzsteinhorn cerca de Kaprun en Salzburgo, Austria;
- Weisshorn, en Suiza;
- Mont Blanc (4.810 m), por encima de Chamonix, en el este de Francia;
- Puy Mary, en los montes de Cantal (Macizo Central), Francia;
- Nevado Alpamayo, Nevado Artesonraju y Nevado Pirámide, en el Parque nacional Huascarán, en el Perú
- Nevado Las Agujas, en la Región de Los Ríos, Chile
- Monte Thielsen, en Oregón, EUA;
- monte Wilbur, en el Parque nacional de los Glaciares, Montana, USA;
- Montaña Reynolds, en el Parque nacional de los Glaciares, USA,;
- Grand Teton (4.197 m), en Wyoming, USA;
- Stob Dearg (1.022 m), en Glencoe, Escocia;
- Monte Assiniboine (3.618 m), en la Columbia Británica, Canadá;
- monte Aspiring/Tititea (3.033 m), en Otago, Nueva Zelanda
- Shivling (Garhwal Himalaya), en el estado de Uttarakhand, India